# Боровец (парк в Търговище)
Вижте пояснителната страница за други значения на Боровец.
Боровец е парк в югоизточната част на град Търговище, разположен между парк „Борово око“ и пътя за Велики Преслав, на юг от квартал „Боровец“, в покрайнините на града. Площта на парка е 278 дка.
В парка се намира „Паметника на българо-руската дружба“, в близост до него е I СОУ „Свети Седмочисленици“.

## Мероприятия
През месец август 2010 година кметството поема екоинициатива, в която очакват 25 фирми да вземат участие в почистването на парка, без да изразходва бюджетни средства на кметството. Постига се споразумение за сътрудничество между Първо СОУ „Свети Седмочисленици“ и фирма БКС за почистване на зелените площи около училището и парк Боровец.